# 동산로 (창원시)
동산로(Dongsan-ro)는 경상남도 창원시 성산구 가음정동 성산패총사거리에서 성산구 사파동 토월초등삼거리 를 잇는 도로다.

## 주요 경유지
경상남도
- 창원시 성산구 (가음정동 . 상남동 . 용지동 . 사파동)

## 노선
| 이름              | 접속 노선         | 소재지            | 소재지            | 소재지            | 비고              |
| 성산패총로와 직결 | 성산패총로와 직결 | 성산패총로와 직결 | 성산패총로와 직결 | 성산패총로와 직결 | 성산패총로와 직결 |
| ----------------- | ----------------- | ----------------- | ----------------- | ----------------- | ----------------- |
| 성산패총사거리    | 창원대로          | 창원시            | 성산구            | 가음정동          |                   |
| 상남터널          |                   | 창원시            | 성산구            | 가음정동          |                   |
| 웅남초등사거리    | 단정로            | 창원시            | 성산구            | 상남동            |                   |
| 상남사거리        | 원이대로          | 창원시            | 성산구            | 용지동            |                   |
| 사파성당사거리    | 신사로            | 창원시            | 성산구            | 사파동            |                   |
| 토월초등삼거리    | 창이대로          | 창원시            | 성산구            | 사파동            |                   |

## 주요 건물및 시설
- 창원상남동우체국 (동산로 65/상남동 89-5)
- GS25 상남동산점 (동산로 72/상남동 56-1)
- 상남동행정복지센터 (동산로 73/상남동 89-3)
- 농협 남창원농협 토월지점 (동산로 88/상남동 45-1)
- 롯데슈퍼프레시 상남점 (동산로 122/상남동 45-1)
- 우리은행 창월토월지점 (동산로 122/상남동 45-1)
- 던킨 창원성원점 (동산로 124/상남동 45-1)
- GS더프레시 토월점 (동산로 124/상남동 45-1)
- Twitter 넥스트대리점 (동산로 124/상남동 45-1)
- 네네치킨 사파점 (동산로 194/사파동 130-5)